# Синкрай (Алба)
Синкрай (рум. Sâncrai) — село у повіті Алба в Румунії. Адміністративно підпорядковане місту Аюд.
Село розташоване на відстані 275 км на північний захід від Бухареста, 27 км на північний схід від Алба-Юлії, 54 км на південь від Клуж-Напоки.

## Населення
За даними перепису населення 2002 року у селі проживали 863 особи.
Національний склад населення села:
| Національність | Кількість осіб | Відсоток |
| -------------- | -------------- | -------- |
| румуни         | 591            | 68,5 %   |
| угорці         | 168            | 19,5 %   |
| цигани         | 103            | 11,9 %   |

Рідною мовою назвали:
| Мова      | Кількість осіб | Відсоток |
| --------- | -------------- | -------- |
| румунська | 604            | 70,0 %   |
| угорська  | 165            | 19,1 %   |
| циганська | 93             | 10,8 %   |